# Волегово
Волегово — населённый пункт (тип: железнодорожный разъезд) в Верещагинском районе Пермского края. Входит в состав Путинского сельского поселения.

## Географическое положение
Разъезд расположен к юго-западу от административного центра поселения, села Путино.

## История
Населённый пункт появился при строительстве железной дороги. В селении жили семьи тех, кто обслуживал инфраструктуру разъезда.

## Население
| 2010 |
| ---- |
| 11   |

## Инфраструктура
Путевое хозяйство. Действует остановочный пункт Волегово.

## Транспорт
Автомобильный и железнодорожный транспорт.

## Топографические карты
- Лист карты O-40-73 Кузьма. Масштаб: 1 : 100 000. Состояние местности на 1983 год. Издание 1984 г.